# Mens
Mens – miejscowość i gmina we Francji, w regionie Owernia-Rodan-Alpy, w departamencie Isère.
Według danych na rok 1990 gminę zamieszkiwało 1 129 osób, a gęstość zaludnienia wynosiła 40 osób/km² (wśród 2880 gmin regionu Rodan-Alpy Mens plasuje się na 714. miejscu pod względem liczby ludności, natomiast pod względem powierzchni na miejscu 261.).